# Thermochrous succisa
Thermochrous succisa és una espècie de lepidòpter zigenoïdeu de la família dels himantoptèrids (Himantopteridae), subfamília Anomoeotinae.
És endèmica de República Democràtica del Congo.